# Nobuyuki Tsujii
Nobuyuki Tsujii, nacido en Tokio el 13 de septiembre de 1988, es un pianista y compositor japonés.

## Datos biográficos
Nobuyuki Tsujii nació ciego debido a un padecimiento de anoftalmia, pero con un gran talento para la música que desde muy joven ha desarrollado hasta la excelencia.
A los dos años de edad empezó a tocar Do Re Mi en un piano de juguete tras escuchar a su madre tarareando el sonsonete. Sus estudios formales de piano empezaron a los cuatro años de edad. En 1995, a los siete años, Tsujii ganó el primer premio del concurso musical para niños ciegos de Tokio conducido por la escuela Asociación Helen Keller de Japón.
En 1998, a la edad de 10, debutó con la Orquesta Century de Osaka.
Dio su primer recital de piano en uno de los salones adyacentes al Suntory Hall de Tokio, teniendo solo 12 años.  Más tarde realizó su debut internacional en los Estados Unidos, en Francia y en Rusia. En octubre de 2005, logró participar en la semifinal del 15 concurso internacional Federico Chopin realizado en Varsovia, recibiendo en esa ocasión el premio especial de la crítica por su notable actuación.
En abril de 2007, Tsujii ingresó a la Universidad Ueno Gakuen, graduándose en marzo de 2011.
Tsujii participó en la competición Van Cliburn International Piano Competition de 2011, empatando el primer lugar con el pianista Haochen Zhang. Le fue otorgada la medalla Beverley Taylor Smith por el mejor desempeño durante el evento. Tocó los doce estudios de Chopin en la etapa preliminar de la competición.
Además de ser intérprete, Nobuyuki Tsujii es también compositor. A los 12 años tocó su propia obra Street Corner of Vienna.  Desde entonces ha producido numerosos álbumes con su propia obra musical.  Entre la obra que ha realizado se encuentran algunas partituras para películas, y en 2011 recibió el premio especial de los críticos musicales japoneses por su producción en esa especialidad.
En noviembre de 2011, Nobuyuki Tsujii debutó en la sala principal (Isaac Stern Auditorium) del Carnegie Hall en Nueva York, como parte de la serie Virtuosos II, organizada por dicha prestigiada sala de conciertos.
Tsujii debutó para la BBC de Londres el 16 de julio de 2013 tocando con la Orquesta Filarmónica de la BBC bajo la batuta del maestro Juanjo Mena.

## Discografía
Destaca entre muchas otras:
- Debut, Avex Classics, 24 de octubre de 2007.